# هشام زقوت
هشام زقوت (17 مايو 1984-) هو صحفي فلسطيني، ولد في مخيم النصيرات لأسرة لاجئة من أسدود، يحمل درجة الدكتوراه في الصحافة ويعمل مراسلا لقناة الجزيرة. عمل هشام مع طاقم مراسلي القناة على تغطية العدوان الصهيوني على قطاع غزة بعد عملية طوفان الأقصى. في أيار منحت جامعة بيرزيت هشام زقوت، جائزة شيرين أبو عاقلة للتميز الإعلامي لعام 2024، تقديراً لدوره في تغطية الحرب على غزة.